# 栗壳孔螂
是笋螂目砂蛤科砂蛤属的一种。

## 分佈
主要分布于中国大陆的黃海南部、
台湾。
常栖息在深海。

## 外部連結
- 維基物種上的相關：羊脂砂蛤